# الطريق السيار برشيد - بني ملال
الطريق السيار برشيد - بني ملال (A8) هو طريق سيار ينتمي إلى شبكة الطرق السيارة بالمغرب، ويربط بين برشيد وبني ملال.

## تاريخ
بدأت الأشغال في عام 2010، وإفتتح أول مقطع يربط بين خريبكة وبني ملال في عام 2014، ثم إفتتح لاحقاً مقطع آخر يربط خريبكة ببرشيد في 2015.